# 甲氧基苯甲酰氯
甲氧基苯甲酰氯（英語： 或 ）为苯的二取代衍生物，化学式CH
3OC
6H
4COCl，可能指：

甲氧基苯甲酰氯的三种异构体

- 邻甲氧基苯甲酰氯，CAS号：21615-34-9
- 间甲氧基苯甲酰氯，CAS号：1711-05-3
- 对甲氧基苯甲酰氯，CAS号：100-07-2

|  | 这个同类索引页列出了具有相同或相似标题的化学条目。 除非您是有意链接至本页，否则应将相应条目的内部链接指向正确的条目。 |